# Smithboro (Illinois)
Pour les articles homonymes, voir Smithboro.
Smithboro est un village du comté de Bond dans l'Illinois, aux États-Unis,. Le village s'est appelé Henderson Station puis a été renommé en référence à Henry H. Smith, le responsable du bureau postal. Il s'est aussi appelé Smithborough, jusqu'en 1893. Il est incorporé le 7 août 1894.

## Démographie
Lors du recensement de 2010, le village comptait une population de 177 habitants. Elle est estimée, en 2016, à 166 habitants.

## Source de la traduction
- (en) Cet article est partiellement ou en totalité issu de l’article de Wikipédia en anglais intitulé « Smithboro, Illinois » (voir la liste des auteurs).